# 廣東十虎與後五虎
《廣東十虎與後五虎》為1979年邵氏電影公司出品，張徹執導的電影。取材於清末在廣東以武術稱著的廣東十虎及其後人之事跡。

## 電影內容
故事敘述某夜廣東十虎的徒弟及後人等五人正在賭館相聚時，突遭旗人佟七（王力飾）及前清官之子梁小虎（陳樹基飾）襲擊，混戰中十虎之一的譚敏（傅聲飾）之侄譚聰（林志泰飾）不幸身亡。 

 原來昔年廣東十虎眾人為助反清志士蔡民義（谷峰飾）脫險，而將清朝官員梁思貴（王龍威飾）殺死。而今，梁思貴之子梁小虎與其師叔佟七（王力飾）、佟八（關鋒飾）聯手，決意向十虎及其後人復仇...

## 電影特色
電影以倒敍方式進行。一開始梁小虎及其師叔佟七突襲正在賭館相聚的廣東後五虎，譚聰不幸身亡。廣東後五虎其餘4人聚集，分別以「回想」的方式想回廣東十虎年代與清朝官員梁思貴的往事過節，從而展開後五虎與梁小虎及其2位師叔佟七佟八戰鬥的故事。

## 人物角色
| 狄龍       | 黎仁超 |        | 廣東十虎 |
| 傅聲       | 譚敏   | 譚濟均 | 廣東十虎 史實名稱為譚濟均。 |
| 韋白       | 黃麒英 |        | 廣東十虎 |
| 屠龍       | 黃澄可 |        | 廣東十虎 |
| 孫建       | 王隱林 |        | 廣東十虎 |
| 鹿峰       | 蘇黑虎 |        | 廣東十虎 |
| 郭追       | 蘇乞兒 | 蘇燦   | 廣東十虎 史實名稱為蘇燦，蘇乞兒是其外號。 |
| 楊熊       | 鐵橋三 | 梁坤   | 廣東十虎 史實名稱為梁坤，鐵橋三是其外號。 |
| 江生       | 鄒宇昇 | 鄒泰   | 廣東十虎 史實名稱為鄒泰。 |
| 羅莽       | 鐵指陳 | 陳鐵志 | 廣東十虎 史實名稱為陳鐵志，又名陳長泰，鐵指陳是其外號。 |
| 廣東後五虎 |        |        | |
| 錢小豪     | 林福成 |        | 廣東後五虎 鐵橋三徒弟，史實人物。 |
| 龍天翔     | 王超明 | 虛構   | 廣東後五虎 王隱林兒子，虛構人物。 |
| 陳漢光     | 林炳   | 虛構   | 廣東後五虎 王隱林徒弟，虛構人物。 |
| 蕭玉       | 陳達君 | 虛構   | 廣東後五虎 鐵指陳侄仔，虛構人物。 |
| 林志泰     | 譚聰   | 虛構   | 廣東後五虎 譚敏侄仔，虛構人物。 |
| 敵對勢力   |        |        | |
| 王龍威     | 梁思貴 |        | 梁小虎之父 廣東十虎年代清朝官員 昔年廣東十虎眾人為助反清志士蔡民義脫險，梁思貴因而被殺死，導致其子梁小虎對廣東十虎的後人(後五虎)進行復仇計劃。                  |
| 陳樹基     | 梁小虎 |        | 梁思貴之子 與師叔佟七突襲正在賭館相聚的廣東後五虎。 其後梁小虎與其師叔佟七、佟八聯手，決意向十虎及其後人復仇。                                                  |
| 王力       | 佟七   |        | 梁小虎師叔 與梁小虎突襲正在賭館相聚的廣東後五虎。 其後佟七與梁小虎聯手向十虎及其後人復仇。                                                                      |
| 關鋒       | 佟八   |        | 梁小虎師叔 後期佟八亦加入梁小虎與其聯手向十虎及其後人復仇。 |
| 其他角色   |        |        | |
| 谷峰       | 蔡民義 | 朱洪英 | 反清志士，劇中朱洪英化名蔡民義，而朱洪英在歷史上確有其人。 昔年廣東十虎眾人為助他脫險，殺死清朝官員梁思貴，導致其子梁小虎對廣東十虎的後人(後五虎)進行復仇計劃。 |
| 劉慧玲     | 小紅   |        | |
| 姜南       |        |        | |
| 馮敬文     |        |        | |
| 王清河     |        |        | |
| 沈勞       |        |        | |
| 劉晃世     | 小混混 |        | |
| 黎友興     | 小混混 |        | |
| 夏國榮     | 小混混 |        | |
| 周堅平     | 小混混 |        | |
| 梁耀文     | 鐵頭   |        | 清廷衛士 |
| 麥德羅     |        |        | 清廷衛士 |
| 鄧偉豪     |        |        | 清廷衛士 |

## 外部連結
- 香港影庫上《廣東十虎與後五虎》的資料（繁體中文）
- 豆瓣电影上《廣東十虎與後五虎》的資料 （简体中文）
- 时光网上《廣東十虎與後五虎》的資料（简体中文）
- AllMovie上《廣東十虎與後五虎》的资料（英文）
- 爛番茄上《廣東十虎與後五虎》的資料（英文）
- 互联网电影数据库（IMDb）上《廣東十虎與後五虎》的资料（英文）